# Ortimont
 (octobre 2019).
Si vous disposez d'ouvrages ou d'articles de référence ou si vous connaissez des sites web de qualité traitant du thème abordé ici, merci de compléter l'article en donnant les références utiles à sa vérifiabilité et en les liant à la section « Notes et références ».
Le monticule d'Ortimont, reproduit parfois sur les cartes sous la forme erronée Hortimont, dans les Vosges commence une ligne de faîte séparant la vallée du Robache se jetant dans la Meurthe à Saint-Dié-des-Vosges du vieux doyenné des Trois Villes, comprenant Marzelay, Le Villé et La Pêcherie qui appartient maintenant au canton ouest de la commune de Saint-Dié-des-Vosges. Les hauteurs de cette colline à la forme arrondie se dénomment tête de Saint-Roch. Ce nom provient de la chapelle Saint-Roch installée sur son flanc méridional.

## Toponymie
Ortimont, Urtimont, Ortomont sont un même toponyme assez courant dans l'Est de la France qui désigne une colline, un monticule, voire une petite montagne massive, ensemble caractérisé par une forme ronde ou une symétrie ovoïdale visible de fort loin. Le terme de lieu correspond à l'appellation latine médiévale rotondis mons, attestée dans les archives capitulaire de Saint-Dié[citation nécessaire]. Sur les cartes anciennes, deux des six anciennes fermes d'Ortimont se nomment Rotondimont et Rétimont. L'évolution phonétique a produit un effacement des sons intermédiaires et une banale métathèse du phonème initial[réf. nécessaire].
L'évolution phonétique a parfois gardé des formes archaïques en Urtimont ou Ortomont et parfois une réadaptation sous forme de Montrond[réf. nécessaire].
Une graphie savante, d'origine latine, Hortimont reproduite parfois sur les cartes françaises suppose jardin, parc et ferme. Si ferme(s), jardins(s), et même prés, champs, vignes et parc champêtre toléré à usage de délassement ont bel et bien existé à différentes époques, cette graphie reste un calque latin tardif de hortus sans qu'aucune prononciation du son initial h n'ait jamais été constatée. Les spécialistes de dialectologie confirment l'appellation latine la plus ancienne de mont rond rotondus mons qui est passé dès le Bas-Empire dans la koinè locale.

## Géographie

### Situation
Tous les randonneurs habitués connaissent cette forme ronde qui émerge de points d'observation lointains de vallée ou de sommet. Cette reconnaissance de temps immémorial explique ce lieu repère et sa toponymie. À ce titre, malgré son altitude réduite et sa petitesse, le lieu mérite d'être répertorié parmi les petits sommets de la vallée de la Meurthe.

### Géologie

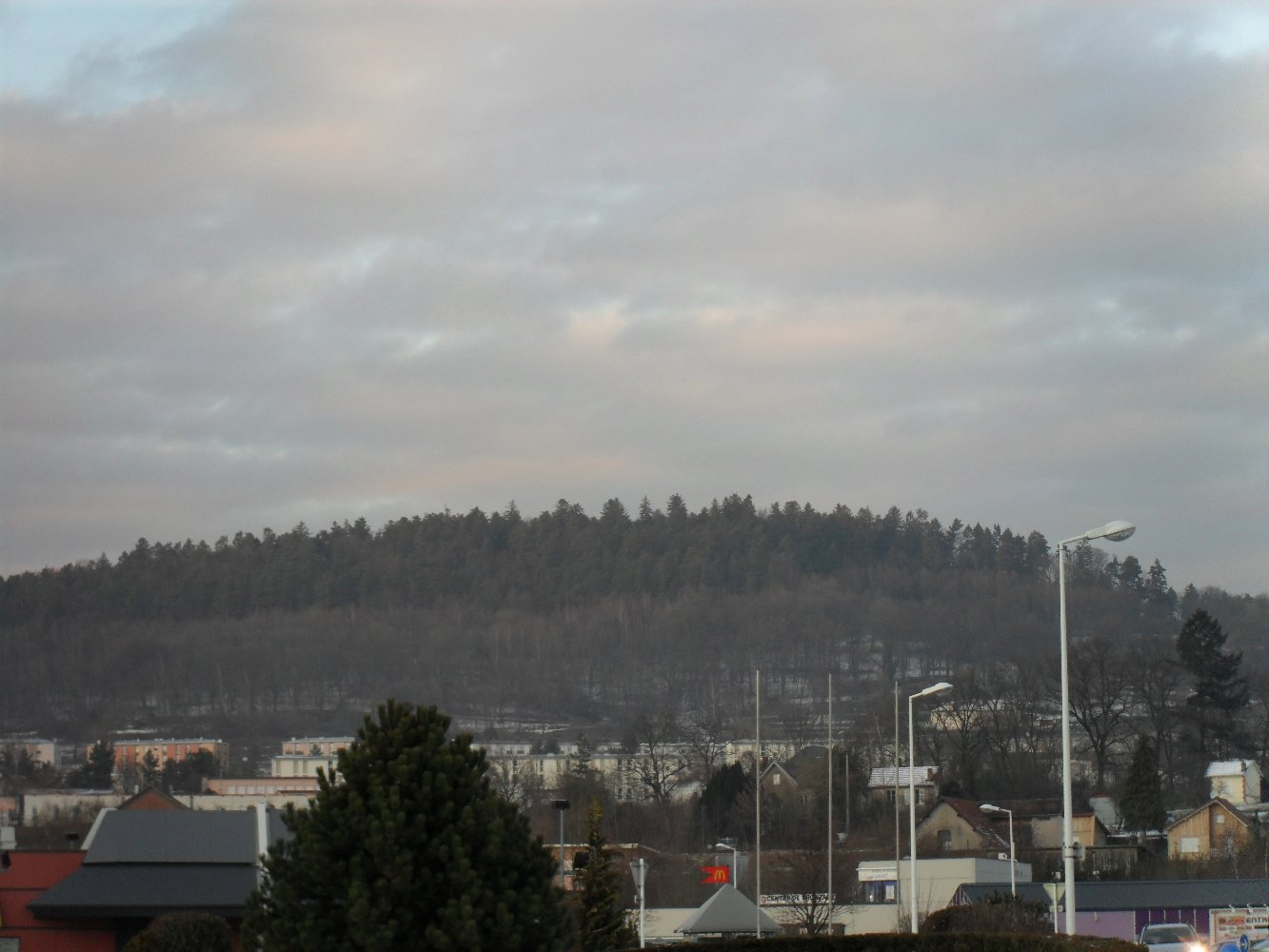
L'Ortimont vu de la vallée de la Meurthe.

Le glacis de matériaux alluvionnaires qui l'environne explique en partie l'émergence de la forme ronde. Ce sont en réalité des anciennes terrasses fluviatiles qui enrobent à sa base cette petite proéminence permienne, principalement à base de grès rouges et de fines bandes d'argiles, des couches de Saint-Dié, chapeautée au sommet par du grès vosgien triasique. Le plateau de l'Orme est constitué de placages de matériaux fluvio-glaciaires charriés par la rivière Meurthe, puissante aux temps de son alimentation par les grandes eaux de déglaciation.

## Histoire

### Lieu de justice mythique
Il est aussi singulier que ce lieu de rencontre saisonnier, par ailleurs associé dans les plus vieilles traditions orales à la justice et au savoir suprême et harmonieux, partage à l'origine deux grands bans et plusieurs communautés anciennes. Autant nous connaissons au Haut Moyen Âge l'amont, le prestigieux ban saint Dié, autant l'histoire de l'aval reste obscure. On ne sait pas à quel ban primitif l'autorité ducale a soustrait les Trois Villes pour les confier en dédommagement judiciaire en 1225 à la Collégiale saint Dié : l'appartenance de ces trois domaines au ban de l'abbaye de Moyenmoutier semble probable puisqu'il s'agit de la rive droite de la Meurthe, pourtant il n'est nullement exclu qu'il fasse partie d'un lambeau du ban tardif dit de Norpard autonomisé partiellement avant le IXe siècle du grand ban d'Étival, avant la restructuration autoritaire sous Charles le Gros.

### Mont sanctuaire de chapelottes
L'Ortimont sur son versant sud traversé par une via ferrata dans le prolongement du versant méridional de l'Ormont par exemple depuis sainte Claire ou Charémont ou placé dans l'axe du Rittempierre gagnant le col du Bon Dieu est aussi devenu à l'époque médiéval un sanctuaire à chapelottes. Autrefois, les chapelottes sur ses versants étaient communes. À leurs voisinages, à la fête de la saint Jean, les jeunes gens s'y réunissaient librement.
Cette tradition antique a été maintenue par l'existence de lieu de défoulement estival à ces abords ou à son sommet, mais surtout par la toponymie encore actuelle : le quartier de l'Orme provient d'une chapelotte placée sur un orme vénérable, le vieux sentier du sapin de la Vierge au-dessus de la Basse-Mangeon provient d'une autre chapelotte sur un sapin... Il existe encore un chêne à chapelotte en montant vers le plateau de l'Orme et le lycée Georges-Baumont depuis l'ancienne tuilerie devenue séminaire et maison de retraite de l'évêché de Saint-Dié.

### Chapelle, ferme Saint-Roch et vallée de Robache
L’Ortimont garde l’entrée de la vallée de Robache au nord des prairies d'Hellieule et au nord-ouest du monticule des Jointures sur l'autre bord du ruisseau Robache, au pied duquel s’est édifié le petit monastère, ancêtre de la prestigieuse collégiale de Saint-Dié. La Croisette, à l'ouest en contrebas d'Ortimont, est un vieux toponyme gallo-romain qui indique une croisée de chemin. Les habitants des hameaux de la vallée de Robache semblent s'y rendre à la messe dominicale dans une petite chapelle dédiée à la Vierge peut-être avant 1150, en tous cas bien avant l'affectation à des fonctions d'hospice particulier. Ils ont conservé très longtemps le droit d'y venir à des messes importantes.
Au XVIe siècle, parmi les cantons de vignes qui couvrent les pentes de l’Ortimont, la chapelle également dédiée à saint Roch et saint Sébastien est déjà un lieu singulier. Une large bâtisse, ferme attenante et solidaire du sanctuaire, qui est l’équivalent moderne d’un lieu d’hydrothérapie en sous-sol et d’un centre de distribution et d’entrepôt de biens de première nécessité, doit servir en premier lieu aux pestiférés. Ces malades spécifiques, riches ou démunis, placés en surveillance ou relégués définitivement, semblent consignés dans différents refuges aux milieux ou à proximité des vignes, hormis aux époques de bans de vendange. Les corps des pestiférés morts étaient enterrés sur un replat à côté de la chapelle. Des textes témoignent la venue inopinée, parfois tardive, d'habitants du Val de Galilée pour attendre et quérir à une ouverture, munis d'un billet ou d'une lettre d'autorités, du matériel médical et des produits de soins, voire de la nourriture à destination de leurs malades, aux portes d'une ferme forteresse qui restaient hermétiquement closes.
Les premiers abris et la première chapelle sous l’appellation sainte Roche gravée sous l’autel du sanctuaire datent peut-être au moins du XIIe siècle. Ils ont été transformés à partir de 1505 par la puissante confrérie saint Sébastien. Cette fraternité religieuse est dirigée par un maître religieux, Gautier Lud, secrétaire et confesseur particulier du duc de Lorraine. Ce chanoine de la collégiale Saint-Dié, héritier de la charge de son frère, procureur général de mines de Lorraine a joué un rôle de mécène rassembleur pour une édition latine d’une Cosmographiae Introductio, qui présente dès 1507 une carte des continents avec une innovation écrite par le cartographe Martin Waldseemüller et l'humaniste Mathias Ringmann, le mot AMERICA pour le continent du nouveau monde découvert à l’ouest.

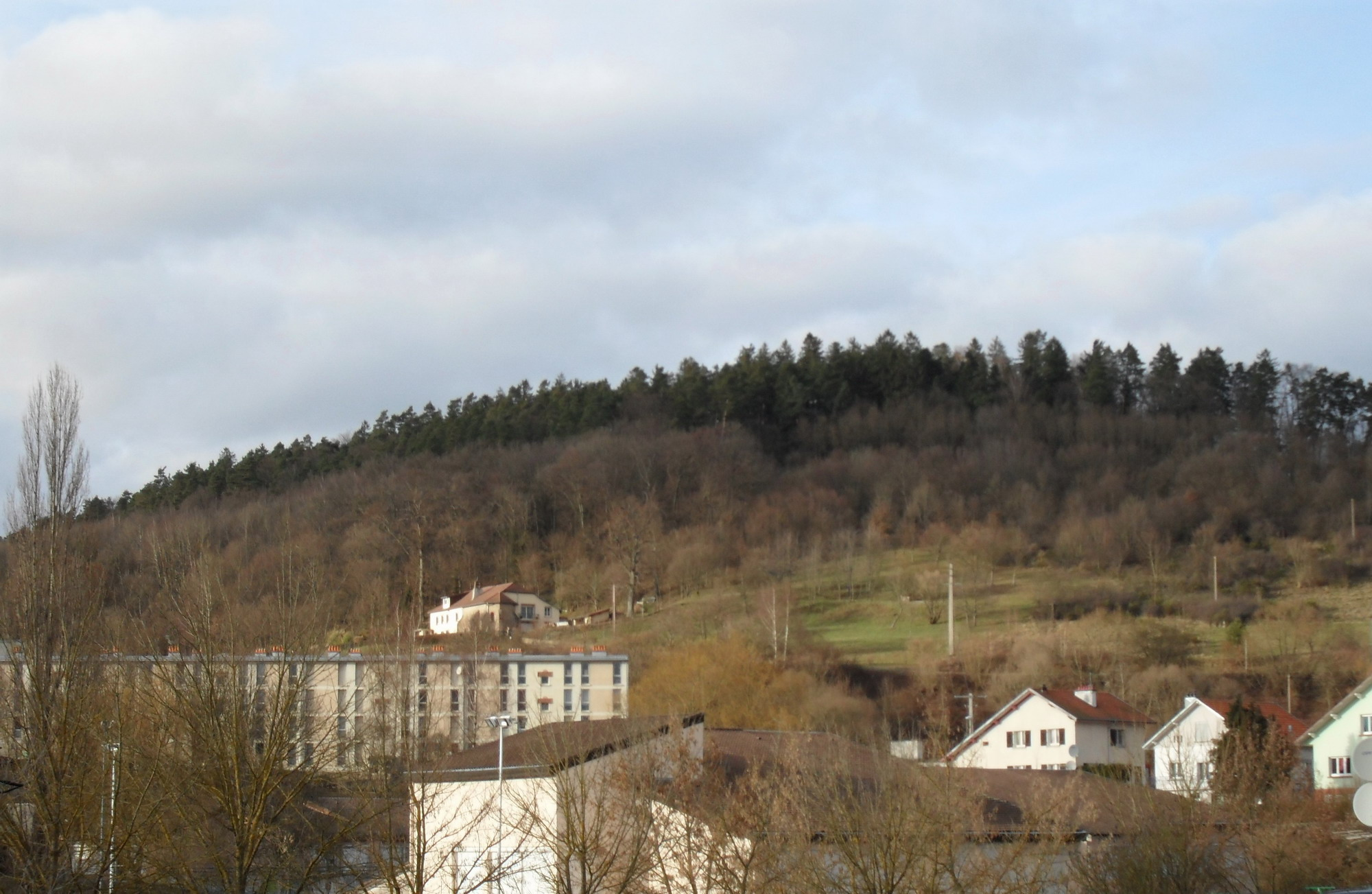
La ferme de l'Ortimont accolée à sa chapelle Saint-Roch au-dessus du quartier Saint-Roch.

Le lieu sanctuarisé est longtemps resté, avant et après la disparition des pestiférés, un lieu de culte pour les chrétiens de la communauté de Robache et un lieu de pèlerinage renommé. Inclus aujourd’hui dans un domaine privé, même si la chapelle appartient à l’évêché de Saint-Dié, il est accessible le 16 août.
Si les vignes ont disparu pendant le petit âge glaciaire qui commence vers 1590-1600, les arbres à qui les croyants ont accroché des chapelottes protectrices ont ainsi gardé plus longtemps la mémoire de ce lieu sacré.

### Lieu galant, festif et religieux à l'âge classique (1620-1680) et à l'époque des Lumières (1680-1780)
En 1625, alors qu'un service des malades déjà réduit est encore assuré par un ermite et quelques aides temporaires, Claude Voirin, chanoine du chapitre de la Collégiale saint Dié, fait appel à Lucas Hurluquet afin de construire un autel moderne au-dessus de la roche sacrificielle, faisant encore office de table et à Claude Bassot afin de décorer l'ensemble. Mis à part le stucage baroque faisant disparaître l'oculus et en partie la grande ouverture à hosties pour les habitants de la ferme attenante, Claude Bassot y place divers tableaux, conserve les anciennes statues vénérées et réalise surtout un magnifique retable de sa composition présentant l'Assomption de la Vierge sur le panneau central, saint Roch sur la partie droite et le martyre de saint Sébastien sur la gauche. La prédelle qu'il peint également comporte au centre la présentation de Jésus par la Vierge à sainte Anne, à droite la salutation angélique et à gauche les trois saints protecteurs, Rémy, Claude et Fiacre.
Au sortir de la guerre de Trente Ans, la pauvreté est extrême. Avec les présences successives de garnisons françaises, ce lieu de défoulement en grande partie agricole, mais possédant abris estivaux, haies et prés, est devenu un lieu de plaisirs galants alors que Saint-Dié, petite ville émergente et repos de garnison en transit, accueille la soldatesque française et voit se généraliser ses services de prostitution. Les généalogistes ont pu ainsi estimer qu'un tiers de la population féminine de la petite ville était concerné par cette activité, l'Ortimont et les abords de Saint-Roch étant un lieu important de rencontres sous la protection de ces chapelottes.
Vers 1720, le culte de saint Roch aux approches du 16 août donne naissance à des grandioses cérémonies religieuses tout en se doublant de manifestations profanes, en particulier de fêtes foraines et de réjouissances populaires. La ville de Saint-Dié, alertée des excès et des débordements, interdit bientôt la vente inconsidérée de vin le jour de la fête du saint.

### Fermes d'Ortimont et ferme saint Roch
Il a existé à côté de la ferme dite Saint-Roch, plusieurs autres fermes de l'Ortimont, deux dominant la vallée du Robache et au moins trois sur Marzelay. À la Révolution, le chanoine Friant tient à bail la ferme à laquelle est associée la chapelle Saint-Roch attenante. La propriété confisquée comme bien national est mise aux enchères. Elle ne trouve pas d'acquéreur tout de suite et serait restée à l'abandon jusqu'à la Restauration. Joseph Kisseler la possède avec ses dépendances toutefois en 1815 et doit accepter la reprise du pèlerinage du 16 août vers sa chapelle. Une belle allée de châtaigniers est alors plantée le long de l'allée qui mène à la ferme depuis le plateau rural de l'Orme. En 1838, la propriété échoit à Simon Petitdidier. En 1866, elle est achetée par la veuve Jean-Joseph Caël, puis en 1871 par le docteur Grollmund-Wast. Le docteur Gérard dernier possesseur au cours du siècle rétrocède la propriété de la chapelle à l'évêché de Saint-Dié.
Longtemps terrain de manœuvre privilégié de l'armée française depuis 1875, la construction amorcée d'une caserne sur le plateau de l'Orme en 1913 signe la première avancée de l'urbanisme moderne vers l'Ortimont. L'affectation des premiers bâtiments après la Grande Guerre à des populations déclassées ou étrangères stigmatise l'image du futur quartier, gagné par un urbanisme plus massif surtout à partir des années 1960.
L'Ortimont a petit à petit été éclipsé par l'appellation de l'appellation de Tête de Saint-Roch. La ferme Saint-Roch qui a donné son nom au quartier en contrebas construit jusqu'au voisinage de l'étang Piller ainsi qu'à son extension à l'est devait être éradiquée au cours des années 1970 par les promoteurs urbains, en accord tacite avec la municipalité. Mais le classement du retable baroque de Claude Bassot  à l'inventaire  départemental des objets historiques et le ralentissement de la spéculation immobilière dû aux crises pétrolières ont freiné, puis réduit à néant les premiers projets de continuation des barres d'immeubles ou de résidences secondaires. Il n'en reste pas moins qu'il a fallu la défense exemplaire des amoureux du patrimoine pour sauver une seconde fois les bâtiments loués, puis dégradés et laissés dans un état pitoyable d'abandon ; quelques volontaires ont surveillé le lieu en déshérence et alerté de surprenantes tentatives de vol du retable enfermé dans la lourde chapelle. La mairie voulait alors en cette fin de millénaire faire raser la ferme lui appartenant. Mais il a pu être démontré que la chapelle accolée était solidaire de la maison aux puissantes et profondes fondations. La vente à un particulier a toutefois permis une sortie honorable à la municipalité.[non neutre]

## Activités
Aujourd'hui la butte et le sommet d'Ortimont dite Tête saint Roch, dénommé sur les cartes IGN Tête de Saint-Roch, possèdent plusieurs circuits pédestres, dont un parcours du cœur et même un circuit patrimonial réalisé récemment par la section des promenades de Saint-Dié-des-Vosges, adhérente du Club vosgien. Alors que son piémont et ses abords se sont considérablement urbanisés, le sommet forestier est un lieu de détente sportive, de promenade ou de pique-nique surtout les dimanches et jours fériés.